# Haworthia attenuata
Haworthia attenuata ist eine Pflanzenart der Gattung Haworthia in der Unterfamilie der Affodillgewächse (Asphodeloideae).

## Beschreibung
Haworthia attenuata wächst stammlos und sprossend. Die verschmälerten, ausgebreiteten, lanzettlich-dreieckigen Laubblätter bilden eine Rosette mit einem Durchmesser von bis zu 10 Zentimeter und einer Höhe von bis zu 13 Zentimeter. Die Blattspreite ist bis zu 13 Zentimeter lang und 1,5 Zentimeter breit. Die Blattoberfläche ist rau. Auf ihr befinden sich deutlich erhabene Warzen, die nicht zusammenfließen.
Der lockere, spärlich verzweigte Blütenstand erreicht eine Länge von 24 bis 28 Zentimeter. Die verkehrt kopfige Blütenröhre ist gebogen und die Perigonblätter sind zurückgerollt.

## Systematik und Verbreitung
Haworthia attenuata ist in der südafrikanischen Provinz Ostkap verbreitet.
Die Erstbeschreibung als Aloe attenuata durch Adrian Hardy Haworth wurde 1804 veröffentlicht. 1812 stellte er die Art in die Gattung Haworthia. Es existieren zahlreiche Synonyme.
Es werden folgende Varietäten unterschieden:
- Haworthia attenuata var. attenuata
- Haworthia attenuata var. radula (Jacq.) M.B.Bayer

## Nachweise